# منتخب جزر البهاما لسباعيات الرغبي
منتخب جزر البهاما لسباعيات الرغبي هو ممثل جزر البهاما الرسمي في المنافسات الدولية في سباعيات الرغبي .